# Ángel Guardiola Ortiz
Ángel Guardiola Ortiz   (Cieza, 7 d'abril de 1934 - juny 2025) va ser un ciclista espanyol, que fou professional entre 1957 i 1962. Els principals èxits foren dues victòries d'etapes a la Volta a Catalunya i a la Volta a Andalusia

## Palmarès
- 1960
  - Vencedor d'una etapa de la Volta a Catalunya
  - Vencedor d'una etapa de la Volta a Andalusia
- 1961
  - Vencedor de 2 etapes de la Volta a Colòmbia

### Resultats a la Volta a Espanya
- 1960. 18è de la classificació general
- 1961. 20è de la classificació general
- 1962. 44è de la classificació general